# اخلاق نیکوماخوسی
اخلاقِ نیکوماخوسی شناخته‌شده‌ترین اثرِ ارسطو در زمینهٔ اخلاق است. این اثر که نقش برجسته‌ای در معرفیِ اخلاقِ ارسطویی دارد، از ده کتاب تشکیل یافته و بر مبنای یادداشت‌برداری از سخنانِ ارسطو در لوکئوم شکل گرفته‌است.
مفهومِ محوریِ اخلاقِ ارسطو، «سعادت» یا «کامیابی» است. سیرِ او در اخلاق به سوی مطلوبی است که فی‌نفسه مطلوب باشد نه آن که به دلیل چیزی دیگر مطلوب باشد. به تعبیر دیگر، ارسطو در پی خیرِ برین بود. ارسطو انسانِ سعادتمند را انسانِ فضیلت‌مند می‌داند و تحلیل ارسطو از فضیلت، تأثیری چنان درازآهنگ داشته که در عصر حاضر، با بازسازی نظریه او، اخلاقی پدید آمده که به اخلاق مبتنی بر فضیلت (virtue ethics) موسوم است.
این اثر را محمدحسن لطفی به فارسی ترجمه کرده‌است.